# أندجا (سيدي مبارك)
أندجا هي إحدى مشيخات المملكة المغربية، تتبع جغرافيا لإقليم سيدي إفني وإداريًا لسيدي مبارك. يقدر عدد سكانها بـ 327 نسمة حسب الإحصاء الرسمي للسكان والسكنى لسنة 2004.